# Coherent Corp
Coherent Corp. (anteriorment II-VI Incorporated) és un fabricant nord-americà de materials òptics i semiconductors. L'any 2021, l'empresa tenia 22.961 empleats. Les seves accions cotitzen al Nasdaq amb el símbol COHR. El 2022, II-VI va adquirir el fabricant de làser Coherent, Inc. i va adoptar el seu nom.
Coherent va ser fundada com a II-VI Incorporated el 1971 per Carl Johnson. El nom "II-VI" és una referència als grups II i VI de la taula periòdica, ja que l'empresa va iniciar el seu negoci produint tel·lurur de cadmi (el cadmi pertany al grup II i el tel·luri pertany al grup VI). Els primers productes de l'empresa van incloure lents, finestres i miralls per a làsers de CO2.
Carl Johnson va ser el primer CEO de II-VI des de 1985 fins a 2007. Va deixar el càrrec de conseller delegat el 2007 i va ser nomenat president del Consell, càrrec que va ocupar fins al 2014. Johnson va ser succeït com a conseller delegat per Francis Kramer, que havia estat president des de 1985. Kramer va seguir a Johnson com a president el 2014, a més de les seves funcions com a conseller delegat, i va continuar com a president el 2016 quan Vincent D. (Chuck) Mattera, Jr., es va convertir en el tercer conseller delegat de la companyia. El novembre de 2021, Kramer va passar de president a president emèrit, i Mattera va ser nomenat president i conseller delegat.